# سی مای نیم (آلبوم چندآهنگه)
سی مای نیم (انگلیسی: Say My Name) نخستین آلبوم چندآهنگه از گروه دخترانه کره‌ای سی مای نیم است. این آلبوم چندآهنگه در ۱۶ اکتبر ۲۰۲۴ توسط اینکُد انترتینمنت منتشر شد و شامل چهار قطعه از جمله تک‌آهنگ آغازین «WaveWay» است.

## پیش‌زمینه و انتشار
در ۲۵ سپتامبر ۲۰۲۴، اینکُد انترتینمنت اعلام کرد که سی مای نیم نخستین آلبوم چندآهنگهٔ خود را با عنوان سی مای نیم در ۱۶ اکتبر منتشر خواهد کرد. برنامه تبلیغاتی این آلبوم از همان روز آغاز شد. روز بعد، فهرست قطعات اعلام و «WaveWay» به عنوان تک‌آهنگ آغازین معرفی شد. در ۷ اکتبر، ویدئو تیزر هایلایت منتشر شد. تیزرهای موزیک ویدئوی «WaveWay» در ۱۳ و ۱۴ اکتبر منتشر شدند. این آلبوم چندآهنگه به همراه موزیک ویدئوی «WaveWay» در ۱۶ اکتبر منتشر شد.

## عملکرد تجاری
سی مای نیم در کره جنوبی به جایگاه شماره ۱۸ جدول آلبوم‌های سرکل رسید. این آلبوم چندآهنگه در ژاپن به جایگاه شماره ۳۶ در جدول آلبوم‌های داغ بیلبورد ژاپن رسید این آلبوم چندآهنگه به جایگاه شماره ۹ جدول آلبوم‌های دیجیتال اوریکون رسید.

## جدول‌های موسیقی
| جدول (۲۰۲۴)                       | بالاترین جایگاه |
| --------------------------------- | --------------- |
| آلبوم‌های دیجیتال ژاپنی (اوریکون)  | ۹               |
| آلبوم‌های داغ ژاپنی (بیلبورد ژاپن) | ۳۶              |
| آلبوم‌های کره جنوبی (سرکل)         | ۱۸              |

| جدول (۲۰۲۴)               | بالاترین جایگاه |
| ------------------------- | --------------- |
| آلبوم‌های کره جنوبی (سرکل) | ۳۶              |

## فروش‌ها
| منطقه     | فروش   |
| --------- | ------ |
| کره جنوبی | ۳۱٬۵۲۴ |

## تاریخچه انتشار
| منطقه     | تاریخ         | فرمت                  | ناشر        |
| --------- | ------------- | --------------------- | ----------- |
| کره جنوبی | ۱۶ اکتبر ۲۰۲۴ | سی‌دی                  | اینکُد وارنر |
| مختلف     | ۱۶ اکتبر ۲۰۲۴ | دانلود دیجیتال استریم | اینکُد وارنر |